# Courcelles-Sapicourt
Courcelles-Sapicourt – miejscowość i gmina we Francji, w regionie Grand Est, w departamencie Marna.
Według danych na rok 1990 gminę zamieszkiwały 182 osoby, a gęstość zaludnienia wynosiła 47 osób/km².